# Nico Edwards
Nico Edwards, född 17 februari 1996, är en svensk doktorand inom internationella relationer. Hon forskar om begreppen grön militarism och hållbar krigföring som börjar användas i Europa och USA.

## Biografi
Edwards tog magisterexamen 2020 vid SOAS University of London och  är doktorand vid University of Sussex. Vidare informerar hon om World Peace Foundation och deltar i arbete för att vitalisera Vapenhandelsfördraget. För att förstå försvarsindustrin besöker hon vapenmässor och intervjuar branschaktörer. Hon besökte Europas största vapenmässa i september 2024.
Edwards samarbetar med Scientists for Global Responsibility.